# Episodi di Black Butler (terza stagione)
Questa voce riassume la terza stagione della serie TV Black Butler, trasmessa nel 2014. Accanto ai titoli italiani sono indicati i titoli originali.

## Episodi
La terza serie è intitolata Kuro shitsuji - Book of Circus (黒執事 Book of Circus?) ed è stata pubblicata con sottotitoli in italiano per lo streaming sul sito internet Daisuki, in contemporanea con la trasmissione in Giappone, con il titolo Black Butler Book of Circus. Come quelli degli episodi della prima serie, i titoli degli episodi della terza serie sono formati da Sono shitsuji (その執事? "Quel maggiordomo") seguito da una virgola e da una parola formata da due kanji, che termina sempre con una "o" lunga (ō, in hiragana おう?). I titoli presenti nei sottotitoli in italiano iniziano con "il maggiordomo", come i titoli italiani dei capitoli del manga, ma a differenza di questi ultimi non hanno sempre una virgola dopo la parola "maggiordomo".
| Nº serie | Nº | Titolo italiano Giapponese 「Kanji」 - Rōmaji - Traduzione letterale                                               | In onda           | In onda |
| Nº serie | Nº | Titolo italiano Giapponese 「Kanji」 - Rōmaji - Traduzione letterale                                               | Giapponese        |         |
| 37       | 1  | Il maggiordomo in scena 「その執事、披露」 - Sono shitsuji, hirō – "Quel maggiordomo, presentazione"               | 10 luglio 2014    |         |
| 38       | 2  | Il maggiordomo nell'arena 「その執事、壇上」 - Sono shitsuji, danjō – "Quel maggiordomo, sul palco"                | 17 luglio 2014    |         |
| 39       | 3  | Il maggiordomo, ammesso 「その執事、採用」 - Sono shitsuji, saiyō – "Quel maggiordomo, assunzione"                 | 24 luglio 2014    |         |
| 40       | 4  | Il maggiordomo, compagno di squadra 「その執事、同僚」 - Sono shitsuji, sōryō – "Quel maggiordomo, collega"        | 31 luglio 2014    |         |
| 41       | 5  | Il maggiordomo, per aria 「その執事、飛翔」 - Sono shitsuji, hishō – "Quel maggiordomo, volo"                      | 7 agosto 2014     |         |
| 42       | 6  | Il maggiordomo negozia 「その執事、交渉」 - Sono shitsuji, kōshō – "Quel maggiordomo, negoziato"                   | 14 agosto 2014    |         |
| 43       | 7  | Il maggiordomo ce la mette tutta 「その執事、撫養」 - Sono shitsuji, buyō – "Quel maggiordomo, custodire con cura" | 21 agosto 2014    |         |
| 44       | 8  | Il maggiordomo burlone 「その執事、嘲笑」 - Sono shitsuji, chōshō – "Quel maggiordomo, sogghigno"                  | 28 agosto 2014    |         |
| 45       | 9  | Il maggiordomo mantiene la calma 「その執事、従容」 - Sono shitsuji, shōyō – "Quel maggiordomo, calma"             | 4 settembre 2014  |         |
| 46       | 10 | Il maggiordomo esegue ordini 「その執事、遂行」 - Sono shitsuji, suikō – "Quel maggiordomo, compimento"            | 11 settembre 2014 |         |